# En'Cell〜Dis'Dein
En'Cell~Dis'Dein（イン セル ディス デイン）は、日本のヴィジュアル系ロックバンド。2020年3月21日に結成された。略称は主にECDDが用いられる。

## 概要
ギターのkairuが構想を立ち上げたバンドコンセプトに、ヴォーカルの宗が共感し、2人で始動した。1stシングル「THE MISSING DEAD」のレコーディングからベースのkiyoshiが加入し、現在の体制となる。

## メンバー
宗（ソウ）- ヴォーカル
12月8日生まれ、東京都出身、O型。
全ての楽曲の作詞、歌メロのアレンジを担当。
kairu（カイル） - ギター
9月26日生まれ、カルフォルニア出身、O型Rh-、バンドのリーダー。
全ての楽曲の作曲を担当。バンドのアートワークも手掛ける。
kiyoshi（キヨシ） - ベース
2月13日生まれ、福岡県出身、O型、バンドの大黒柱。
ヴィンテージ・ジャズベースから生み出すベースラインは、楽曲の屋台骨を支える。

## 来歴
- 2020年3月21日、kairuと宗により結成するとともに、demoシングル「THE MISSING DEAD」を発表。
- 2020年6月26日、demoシングル「精神異常者センチメンタル」を発表。
- 2020年8月1日、kiyoshiが加入。
- 2020年10月10日、1stシングル「THE MISSING DEAD」（3曲入り）を発売。
- 2020年10月29日、池袋ブラックホールにて初ライブが行われた。
- 2020年11月27日、シングル「妄想地獄」を発表。
- 2021年12月5日、解散。